# Hans Arko
Hans Arko (* 8. Februar 1888 in Gottschee; † 13. Juni 1953 in Klagenfurt) war ein Gottscheer Rechtsanwalt und Politiker. Von Bedeutung war seine Rolle als politischer Vertreter der deutschsprachigen Volksgruppe der Gottscheer im Königreich Jugoslawien.

## Leben
Hans Arko wurde 1888 als Sohn des Sparkassenbeamten und Immobilienbesitzers Hans Arko in der Stadt Gottschee geboren, wo er auch die Volksschule und das Gymnasium besuchte. Danach studierte er Jura an der Universität Graz und wurde dort zum Dr. jur. promoviert. Während seines Studiums wurde er 1906 Mitglied der Burschenschaft Carniola Graz.
1914 heiratete Arko Erna Stöckl, die Tochter des Direktors der Trifailer Kohlenbergwerke. 1918 eröffnete er eine Rechtsanwaltskanzlei in der Stadt Gottschee. Da er kaum Slowenisch sprach, bereitete er nach der Gründung des Königreichs der Serben, Kroaten und Slowenen seinen Wechsel nach Klagenfurt vor, entschloss sich dann aber dennoch dafür, in Jugoslawien zu bleiben. Hier gelang es ihm, die zur Ausübung des Rechtsanwaltsberufs notwendigen Slowenischkenntnisse zu erwerben. Arko übernahm bald die Stelle als Chormeister des Gottscheer Gesangvereins. Darüber hinaus betätigte er sich politisch als Interessenvertreter der deutschen Volksgruppe der Gottscheer. Gemeinsam mit dem Priester Josef Eppich leitete er die Gottscheer Bauernpartei und arbeitete als deren Vorsitzender im Hauptausschuss der Partei der Deutschen im Königreich der Serben, Kroaten und Slowenen mit. 1927 wurde Hans Arko bei den Gebietswahlen für den Gottscheer Bezirk als Stellvertreter Josef Eppichs im Gebietsausschuss (slowenischen Landtag) gewählt. 1929 setzte jedoch König Alexander I. die Verfassung außer Kraft und löste das Parlament wie auch die regionalen Landtage auf. Ebenso wurden alle Parteien verboten, die eine Nationalität repräsentierten. Später wirkte Arko, wiederum mit Josef Eppich, im 1931 wieder zugelassenen Schwäbisch-Deutschen Kulturbund.
Gemeinsam mit Eppich, der Kontakte zu Vertretern der Kärntner Slowenen unterhielt, bemühte sich Arko um Zugeständnisse an die Minderheiten in Jugoslawien und Österreich auf der Grundlage der Reziprozität. Am 18. August 1937 einigten sich Vertreter der Kärntner Slowenen und Gottscheer auf Grundsätze für die Behandlung von Minderheiten in Kärnten und der Drau-Banovina. Daraufhin übermittelten die Gottscheer Hans Arko, Kanonikus Ferdinand Erker und Josef Eppich am 28. August 1937 eine Denkschrift an Ministerpräsident Milan Stojadinović, in der sie die Regierung aufforderten, die Angriffe gegen die Minderheit auf kulturellem, wirtschaftlichem und politischem Gebiet einstellen sowie Gottscheer Beamte, insbesondere Lehrer, anzustellen. Diese Bemühungen blieben jedoch weitgehend unbeantwortet.
Nach dem Angriff der deutschen Wehrmacht auf Jugoslawien 1941 wurden etwa 20 Gottscheer Führungspersönlichkeiten, darunter Arko und Richard Lackner, am 6. April zunächst von der jugoslawischen Gendarmerie als Geiseln nach Möttling verschleppt, doch hatten hier bereits Einheiten des neu gegründeten Unabhängigen Staates Kroatien die Grenze gesperrt, so dass die Geiseln am 9. April freigelassen wurden. Anders als sein vormaliger politischer Weggefährte Eppich machte Arko die Aussiedlung der Gottscheer durch die Nationalsozialisten mit und eröffnete Ende 1941 eine Rechtsanwaltskanzlei in Rann (Brežice). Zum 1. Juli 1943 trat er der NSDAP bei (Mitgliedsnummer 9.586.367). Bei Kriegsende gelang ihm im Mai 1945 mit Glück die Flucht nach Österreich, wo er in Klagenfurt bei seiner Schwiegermutter Stöckl einzog. Die Wohnung war in den folgenden Monaten Anlaufpunkt für Gottscheer Flüchtlinge und Entlassene aus den jugoslawischen Lagern Sterntal und Tüchern.
1949 wurde Arko österreichischer Staatsbürger und eröffnete eine Kanzlei in Völkermarkt. Im Juni 1953 starb er in Klagenfurt im Alter von 65 Jahren.

## Familie
Mit seiner Frau Erna geb. Stöckl hatte Arko zwei Söhne, die beide promovierte Rechtsanwälte wurden. Während der ältere Sohn Roland die Kanzlei seines Vaters in Völkermarkt übernahm, eröffnete der jüngere Giselher eine Kanzlei in Klagenfurt.